# Данска на Европском првенству у атлетици на отвореном 2018.
Данска је учествовала на 24. Европском првенству у атлетици на отвореном 2018. одржаном у Берлину, (Немачка), од 6. до 12. августа 2018. године. Ово је били двадесет четврто европско првенство у атлетици на отвореном на коме је Данска учествовала, односно учествовала је на свим првенствима до данас. Репрезентацију Данске представљало је 10 спортиста (4 мушкарца и 6 жена) који су се такмичили у 7 дисциплина (4 мушке и 3 женске).
Представници Данске нису освојили ниједну медаљу.
У табели успешности (према броју и пласману такмичара који су учествовали у финалним такмичењима (првих 8 такмичара) Данска је са 2 учесника у финалу заузела 33 место са 5 бодова.
| Пл. | Земља  | 1. место | 2. место | 3. место | 4. место | 5. место | 6. место | 7. место | 8. место | Бр. фин. Бод. |
| --- | ------ | -------- | -------- | -------- | -------- | -------- | -------- | -------- | -------- | ------------- |
| 5.  | Данска | -        | -        | -        | -        | -        | 1 - 3    | 1 - 2    | –        | 2 - 5         |

## Учесници
| Мушкарци: - Андреас Бубе — 800 м - Абди Хакин Улад — Маратон - Оле Хјеселберг — 3.000 м препреке - Јонас Клејгард Јенсен — Скок увис | Жене: - Сара Слот Петерсен — 400 м препоне - Ана Емили Мелер — 3.000 м препреке - Ловисе Естергард — 4 х 100 м - Ида Катрине Карстофт — 4 х 100 м - Мете Граверсгард — 4 х 100 м - Матилде Крамер — 4 х 100 м |  |

## Резултати

### Мушкарци
| Атлетичар             | Дисциплина       | Лични рекорд | Квалификације | Квалификације | Полуфинале           | Полуфинале   | Финале            | Финале            | Детаљи |
| Атлетичар             | Дисциплина       | Лични рекорд | Резултат      | Место         | Резултат             | Место        | Резултат          | Место             | Детаљи |
| --------------------- | ---------------- | ------------ | ------------- | ------------- | -------------------- | ------------ | ----------------- | ----------------- | ------ |
| Андреас Бубе          | 800 м            | 1:45,03      | 1:47,94 КВ    | 2. у гр. 3    | 1:46,40              | 2. у гр. 1   | 1:45,92 ЛРС       | 6 / 31 (33)       |        |
| Абди Хакин Улад       | Маратон          | 2:14:03      |               |               |                      |              | Није завршио трку | Није завршио трку |        |
| Оле Хеселбјерг        | 3.000 м препреке | 8:27,86      | 8:30,44 кв    | 8. у гр. 2    |                      |              | 8:48,48           | 15 / 27 (29)      |        |
| Јонас Клејгард Јенсен | Скок увис        | 2,26         | 5,35          | 9. у гр. А    | Није се квалификовао | 20 / 27 (28) |                   |                   |        |

### Жене
| Атлетичар            | Дисциплина       | Лични рекорд | Квалификације         | Квалификације         | Полуфинале            | Полуфинале | Финале                | Финале  | Детаљи |
| Атлетичар            | Дисциплина       | Лични рекорд | Резултат              | Место                 | Резултат              | Место      | Резултат              | Место   | Детаљи |
| -------------------- | ---------------- | ------------ | --------------------- | --------------------- | --------------------- | ---------- | --------------------- | ------- | ------ |
| Сара Слот Петерсен   | 400 м препоне    | 53,55 НР     | Директно у полуфиналу | Директно у полуфиналу | 56,91                 | 6. у гр. 1 | Није се квалификовала | 18 / 33 |        |
| Ана Емили Мелер      | 3.000 м препреке | 9:32,68 НР   | 9:34,46 КВ, ЛРС       | 2. у гр. 1            |                       |            | 9:31,66 НР, ЛР        | 7 / 33  |        |
| Ловисе Естергард     | 4 х 100 м        | 44,95 НР     | 44,09 НР              | 6. у гр. 2            | Нису се квалификовале | 11 / 15    |                       |         |        |
| Ида Катрине Карстофт | 4 х 100 м        | 44,95 НР     | 44,09 НР              | 6. у гр. 2            | Нису се квалификовале | 11 / 15    |                       |         |        |
| Мете Граверсгард     | 4 х 100 м        | 44,95 НР     | 44,09 НР              | 6. у гр. 2            | Нису се квалификовале | 11 / 15    |                       |         |        |
| Матилде Крамер       | 4 х 100 м        | 44,95 НР     | 44,09 НР              | 6. у гр. 2            | Нису се квалификовале | 11 / 15    |                       |         |        |